# Strahinja Pavlović
Strahinja Pavlović (Šabac, Serbia, 24 de mayo de 2001) es un futbolista serbio que juega como defensa en el A. C. Milan de la Serie A.

## Selección nacional

### Participaciones en Copas del Mundo
| Mundial                        | Sede  | Resultados     | Partidos | Goles |
| ------------------------------ | ----- | -------------- | -------- | ----- |
| Copa Mundial de Fútbol de 2022 | Catar | Fase de grupos | 3        | 1     |

### Participaciones en Eurocopas
| Copa          | Sede     | Resultado    | Partidos | Goles |
| ------------- | -------- | ------------ | -------- | ----- |
| Eurocopa 2024 | Alemania | Primera fase | 3        | 0     |

## Estadísticas

### Clubes
Actualizado al último partido disputado el 24 de mayo de 2025.
| Club                         | Div.          | Temporada     | Liga  | Liga  | Copas nacionales | Copas nacionales | Copas internacionales | Copas internacionales | Total | Total |
| Club                         | Div.          | Temporada     | Part. | Goles | Part.            | Goles            | Part.                 | Goles                 | Part. | Goles |
| ---------------------------- | ------------- | ------------- | ----- | ----- | ---------------- | ---------------- | --------------------- | --------------------- | ----- | ----- |
| Partizán de Belgrado Serbia  | 1.ª           | 2018-19       | 12    | 0     | 4                | 0                | ―                     | ―                     | 16    | 0     |
| Partizán de Belgrado Serbia  | 1.ª           | 2019-20       | 26    | 1     | 4                | 1                | 12                    | 0                     | 42    | 2     |
| Partizán de Belgrado Serbia  | Total club    | Total club    | 38    | 1     | 8                | 1                | 12                    | 0                     | 58    | 2     |
| A. S. Monaco F. C. Francia   | 1.ª           | 2020-21       | 1     | 0     | 0                | 0                | ―                     | ―                     | 1     | 0     |
| Círculo de Brujas · Bélgica  | 1.ª           | 2020-21       | 11    | 1     | 1                | 0                | ―                     | ―                     | 12    | 1     |
| Círculo de Brujas · Bélgica  | Total club    | Total club    | 11    | 1     | 1                | 0                | 0                     | 0                     | 12    | 1     |
| A. S. Monaco F. C. Francia   | 1.ª           | 2021-22       | 7     | 0     | 1                | 0                | 3                     | 0                     | 11    | 0     |
| A. S. Monaco F. C. Francia   | Total club    | Total club    | 8     | 0     | 1                | 0                | 3                     | 0                     | 12    | 0     |
| F. C. Basilea · Suiza        | 1.ª           | 2021-22       | 10    | 0     | ―                | ―                | 0                     | 0                     | 10    | 0     |
| F. C. Basilea · Suiza        | Total club    | Total club    | 10    | 0     | 0                | 0                | 0                     | 0                     | 10    | 0     |
| Red Bull Salzburgo · Austria | 1.ª           | 2022-23       | 24    | 1     | 3                | 1                | 7                     | 0                     | 34    | 2     |
| Red Bull Salzburgo · Austria | 1.ª           | 2023-24       | 26    | 3     | 5                | 1                | 6                     | 0                     | 37    | 4     |
| Red Bull Salzburgo · Austria | Total club    | Total club    | 50    | 4     | 8                | 2                | 13                    | 0                     | 71    | 6     |
| A. C. Milan · Italia         | 1.ª           | 2024-25       | 24    | 2     | 4                | 0                | 7                     | 0                     | 35    | 2     |
| A. C. Milan · Italia         | Total club    | Total club    | 24    | 2     | 4                | 0                | 7                     | 0                     | 35    | 2     |
| Total carrera                | Total carrera | Total carrera | 141   | 8     | 22               | 3                | 35                    | 0                     | 198   | 11    |

## Palmarés

### Títulos nacionales
| Título              | Club                 | País    | Año  |
| ------------------- | -------------------- | ------- | ---- |
| Copa de Serbia      | Partizán de Belgrado | Serbia  | 2019 |
| Bundesliga          | Red Bull Salzburgo   | Austria | 2023 |
| Supercopa de Italia | A. C. Milan          | Italia  | 2024 |